# Cementerio de Qumrán
El Cementerio de Qumrán se encuentra al este del asentamiento de Qumrán en Cisjordania a una distancia de 35 metros. Se trata de una gran área que conduce a un descenso de las cuatro crestas en forma de dedos que apuntan hacia al este. En estas cordilleras se encuentran muchas tumbas. La estimación actual de las tumbas en el cementerio es más de 1.100. La sección más grande, en la meseta propiamente, tiene dos caminos este-oeste, que lo dividen en tres partes. También hay dos pequeños cementerios cerca de Qumran, a unos diez minutos a pie al norte del cementerio principal y otro al sur, al otro lado del Wadi Qumran.
El cementerio en el sitio de Qumran se dice que es un cementerio único porque todas las tumbas difieren entre sí de una manera u otra.